# Park Meir (Tel Awiw)
Park Meir (hebr. גן מאיר; Gan Meir) – park miejski położony w centralnej części miasta Tel Awiw, w Izraelu.

## Nazwa
Park został nazwany na cześć pierwszego burmistrza Tel Awiwu, Meir Dizengoffa.

## Położenie

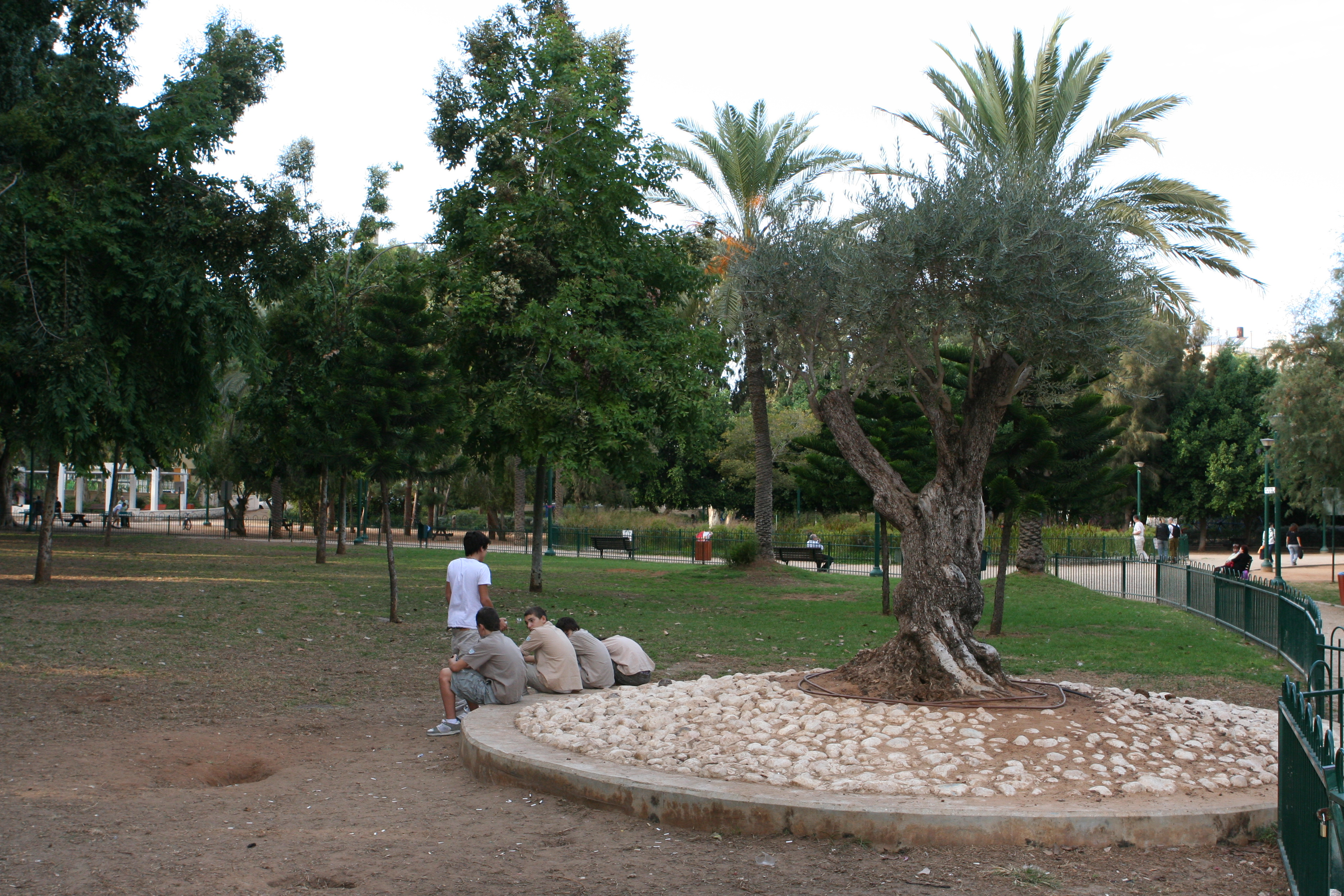
Park Meir

Park zajmuje powierzchnię około 3 ha, która rozciąga się na zachód od ulicy King George i na wschód od ulicy Tchernichovsky, w centrum Tel Awiwu.

## Środowisko naturalne
Tereny parku Meir są w większości porośnięte trawami, a drzewostan jest zdominowany przez oleandry i agawy. Z innych roślin występują tutaj między innymi wiesiołek, opuncja figowa, jukka i tamaryszek. Podłożem są skały wapienne.

## Rozkład przestrzenny

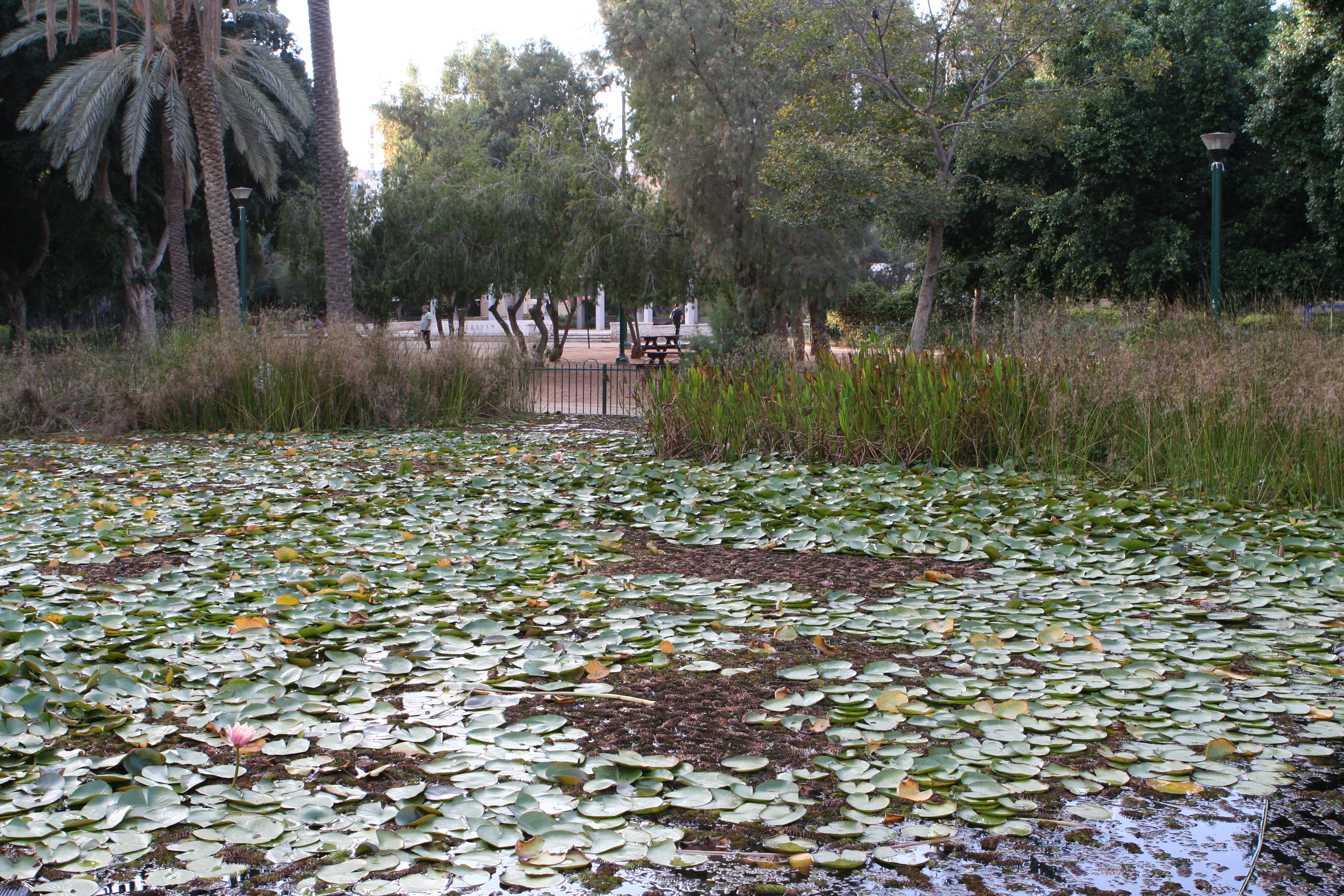
Park Meir

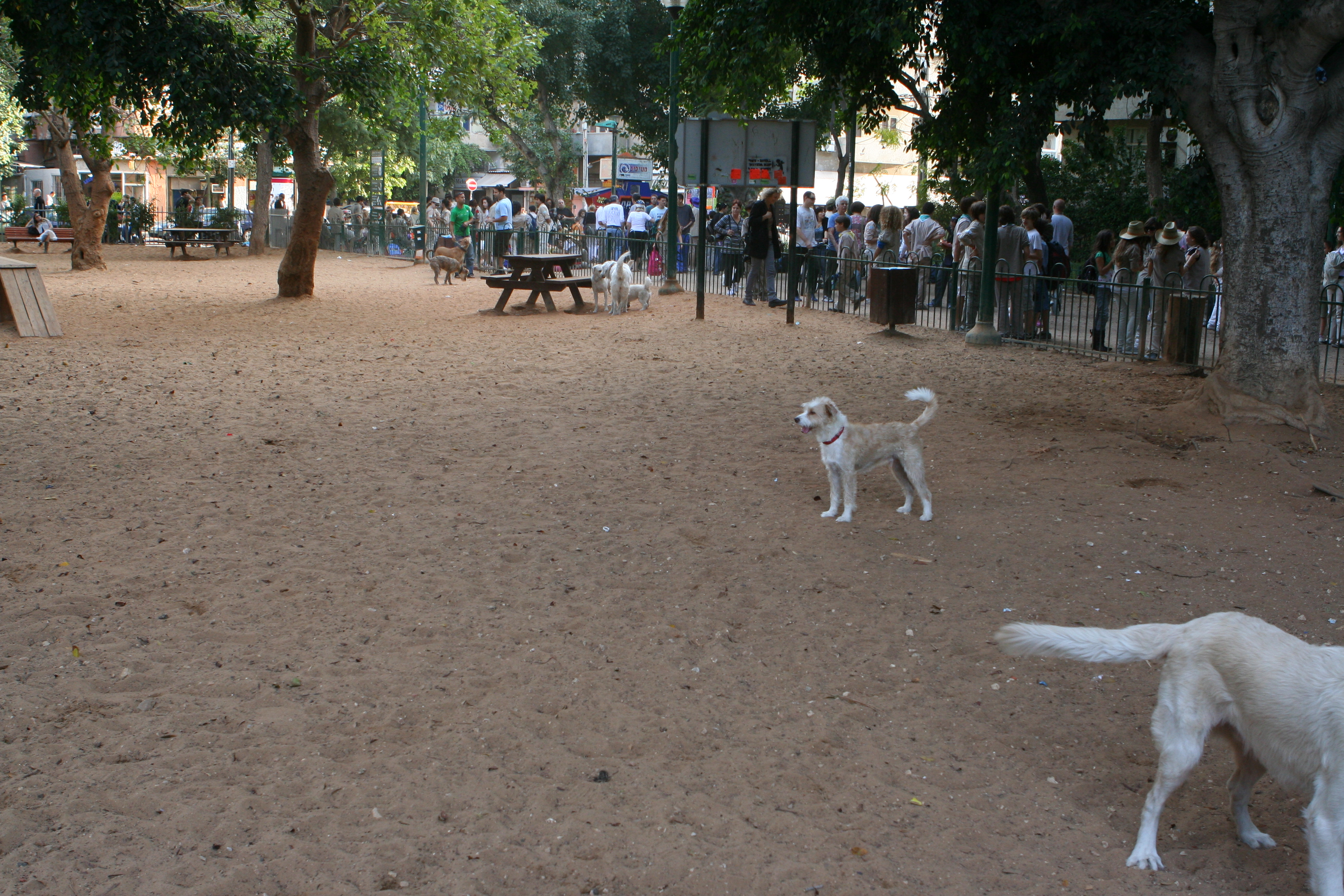
Park Meir

Projekt utworzenia parku miejskiego w tym miejscu przygotował w latach 20. XX wieku architekt krajobrazu Aaron Halevi. Jego pierwotny plan został później przerobiony przez inżyniera miejskiego Shipmana. Park został zaprojektowany w stylu ogrodu angielskiego, w którym wykorzystano naturalne warunki terenu tworząc tereny trawiaste. Z biegiem czasu wprowadzono różne zmiany w ogrodzie. Między innymi przerzedzono drzewostan oraz zamieniono fontannę położoną w centrum parku na duży basen z kwiatami wodnymi.

## Historia
Decyzję o budowie planu podjęto w 1936, jednak realizację planów rozpoczęto w dziesięć lat później. Uroczystość otwarcia parku odbyła się w dniu 10 marca 1944.
21 sierpnia 1949 w parku doszło do głośnego w Izraelu brutalnego gwałtu i zabójstwa. Sprawca przestępstwa David Jacobowitz został uznany za winnego i skazany na karę śmierci. Po odwołaniu się, Sąd Najwyższy zmienił karę na 15 lat więzienia.

## Kultura
W obrębie parku znajduje się budynek dawnej szkoły Dov Hoz, który od czerwca 2008 służy jako Centrum Społeczności Homoseksualnej. Jest to miejsce spotkań społeczności LGBT w Tel Awiwie. W ostatnich latach park Meir jest wykorzystywany jako miejsce rozpoczynania paradę gejów, tzw. Gay Pride Parade.

## Sport i rekreacja
Część parku jest ogrodzona i przeznaczona dla swobodnego biegania psów. Wybudowano tutaj liczne urządzenia umożliwiające różnorodne zabawy właścicieli ze swoimi psami. Właściciele psów są odpowiedzialni za utrzymanie czystości na terenie parku.